# Las Brisas Golf
De Las Brisas Golf is een golfclub ten westen van de Spaanse badplaats Marbella.

## De club
De club werd opgericht met de naam Nueva Andalucia. De baan werd in 1968 ontworpen door Robert Trent Jones. Hij liet tien meren aanleggen, die door twee beken worden gevoed. Op de fairways ligt Bermuda gras en de greens werden met Pentcross Bent gemaakt. Beiden waren in Europa nog vrijwel onbekend. Daarna kreeg Gerald Huggan, specialist in tropische planten, opdracht de bomen uit te kiezen.
In 1981 werd de club verkocht aan twee heren die er een besloten club van maakten. Er werden 1250 aandelen verkocht en de naam van de club werd gewijzigd in Las Brisas.

### Het koningshuis
Don Juan de Bourbon, vader van de huidige koning, was levenslang ere-voorzitter van de club. Koning Juan Carlos heeft de club in 1995 het predicaat 'Koninklijk' gegeven.

## Toernooien
Las Brisas is gastheer geweest van veel nationale toernooien. Ook internationale toernooien vonden er plaats, zoals het Spaans Amateur, het Spaans Open en de World Cup

### Spaans Open
- 1970: Ángel Gallardo
- 1983: Eamonn Darcy
- 1987: Nick Faldo

### World Cup
- 1973: namens de Verenigde Staten gewonnen door Johnny Miller en Jack Nicklaus.
- 1989: namens Australië gewonnen door Peter Fowler en Wayne Grady. Namens Spanje eindigden José María Cañizares en José María Olazabal op de tweede plaats.